# Mentuhotep VII
Menhtuhotep VII fou un rei probablement de la dinastia XVI de l'antic Egipte. Altres el situen a la dinastia XVII.
Si bé el seu nom està testimoniat per diversos objectes no es pot situar en un temps concret. Es tendeix a situar-lo en el buit del Papir de Torí al final de la dinastia XVI però això no és ni de bon tros segur. La seva mare se suposa que fou Simut.
El seu nom nesut biti fou Merenkhre o Merankhre; i el seu nom Sa Ra fou Mentuhhotep.